# Luang Prabang
Luang Prabang (in lao ເມືອງຫຼວງພະບາງ), traslitterato anche Luang Phrabang o Louangphrabang, chiamata in passato anche Xieng Dong Xieng Thong e Mueang Sua, è una città del Laos centro-settentrionale ed è capoluogo dell'omonima provincia. Si affaccia sulle rive del Mekong, a circa 425 chilometri a nord di Vientiane. Nel 2015 la popolazione era di 66.781 abitanti.
La città fu dal XIV al XVI secolo la capitale del Regno di Lan Xang, il primo grande Stato laotiano. Prima dell'ascesa al potere dei comunisti, avvenuta nel 1975, era la residenza del sovrano del Regno del Laos. La città è entrata nel 1995 nella lista dei patrimoni dell'umanità dell'UNESCO.

## Storia

### Preistoria
Utensili in pietra rinvenuti nella zona di Luang Prabang, attestano la presenza di uomini preistorici almeno 40.000 anni fa. Archeologi che han portato alla luce urne cinerarie, ipotizzano che comunità agricole possano essersi insediate nella zona nel IV millennio a.C., mentre altri oggetti in bronzo del 1500 a.C. ed in ferro del 700 a.C. testimoniano la presenza di piccole comunità evolute.
I primi contatti con le culture dell'India e della Cina risalgono alla preistoria. A partire dal IV secolo d.C., lungo le rive del Mekong si formarono le prime municipalità (in laotiano ເມືອງ, traslitterato mueang), fondate da tribù khmuiche, provenienti dalla Cina meridionale, e mundari provenienti dal nord dell'India.

### Leggenda sull'insediamento del popolo lao
Secondo la tradizione laotiana basata sulla leggenda di Khun Borom (Nithan Khun Borom), riportata dagli annali reali del 1503, Mueang Sua era l'antico nome che fu dato alla città dopo la conquista avvenuta nel 698 per mano del principe di etnia tai Khun Lo. A Khun Lo venne assegnata la città dal padre, Khun Borom, associato nella leggenda alla creazione del mondo e considerato progenitore di tutte le stirpi tai. Khun Lo vi stabilì una dinastia ancora viva nella tradizione del paese, la casa reale laotiana considera il Principe Soulivong Savang, in esilio a Parigi dal 1981, un suo discendente.

### Sviluppo della municipalità
Dopo la fondazione del regno, i Nanzhao dell'odierna provincia cinese dello Yunnan intervennero spesso negli affari dei principati della valle del medio Mekong, arrivando ad occupare Mueang Sua nel 709. I principi Nanzhao rimpiazzarono l'aristocrazia lao. Non si conoscono le date dell'occupazione, ma probabilmente terminò ben prima dell'espansione verso nord dell'Impero Khmer, che sotto la guida di Indravarman I (877-89) arrivò ad occupare i Mueang Sua ed i territori di Sipsongpanna, nell'alto Mekong.
I khmer fondarono una roccaforte a Xay Fong nei pressi di Vientiane, ed il Regno Champa si espanse nel Laos meridionale, mantenendo la presenza sulle rive del Mekong fino al 1070. Chanthaphanit, governatore di Xay Fong, si spostò a Mueang Sua e venne accolto pacificamente come sovrano dopo la partenza degli amministratori Nanzhao. Chanthaphanit ed il figlio ebbero lunghi regni durante i quali la città divenne famosa con il nome lao Xieng Dong Xieng Thong. Alla fine la dinastia venne coinvolta nelle schermaglie che videro affrontarsi vari principati. Ne approfittò Khun Chuang, un locale signore della guerra di probabile etnia Khmu, che mantenne il controllo della città tra il 1128 ed il 1169. Durante il regno della sua dinastia, fu introdotto un nuovo sistema amministrativo ed il Buddismo theravāda venne sostituito dal Buddismo Mahāyāna.

### Capitale del Regno di Lan Xang
Xieng Dong Xieng Thong fu sottomessa dai khmer dell'Imperatore Jayavarman VII, dal 1185 al 1191. Nel 1180 il Sipsongpanna riconquistò l'indipendenza, e nel 1238 una rivolta guidata dal governatore di Sukhothai espulse i khmer dal Siam centrale. Nel 1353 il Principe Fa Ngum, con l'aiuto dei khmer, fondò il glorioso Regno di Lan Xang, il primo grande Stato laotiano. Meuang Sua divenne in breve tempo capitale di un enorme regno, che comprendeva gli odierni Laos, Thailandia del Nordest, ed altri territori a nord ad est e ad ovest. Nel 1560, nel timore delle invasioni birmane e per un più agevole controllo delle province lontane, la capitale venne spostata dal re Setthathirath I a Vieng Xang. Fu lo stesso sovrano che cambiò il nome della città in Luang Prabang.

### Declino e colonizzazione
Nel 1707, dopo anni di lotte tra le varie fazioni nobiliari del regno, Lan Xang si frazionò e Luang Prabang divenne la capitale del Regno di Luang Prabang. Nel 1778, Luang Prabang e gli altri regni laotiani di Vientiane e Champasak divennero Stati vassalli dei siamesi di Ayutthaya. Nel 1893, la Francia tolse il controllo dei tre regni ai siamesi, riunificò il paese e lo inserì nella colonia dell'Indocina francese. Il governo della provincia di Luang Prabang fu affidato al locale sovrano, mentre le altre province rimasero in mano ai francesi. Quando il Laos conquistò l'indipendenza, il Re di Luang Prabang Sisavang Vong divenne capo di stato del neonato Regno del Laos. La capitale rimase a Vientiane, ma la residenza del re rimase a Luang Prabang fino al 1975, quando il regno fu rovesciato dai comunisti del Pathet Lao.

### Storia contemporanea
Verso la metà degli anni ottanta, con l'apertura delle frontiere al turismo, la città è diventata una delle mete principali dei visitatori del Sud-est asiatico, grazie alla suggestiva combinazione tra le bellezze naturali, il fascino degli antichi templi e palazzi e la ben curata architettura coloniale. L'urbanizzazione ed i boom edilizi del dopoguerra e degli ultimi anni, dopo l'apertura del Paese agli investimenti stranieri, hanno coinvolto soprattutto Vientiane, mentre a Luang Prabang si sono sviluppate quasi solo le strutture turistiche. Recentemente la Cina ha permesso ai suoi abitanti di visitare più facilmente il Laos. Si suppone che i turisti cinesi incrementeranno del 25% il numero dei visitatori del Laos. Le pressioni esistenti per la modernizzazione delle infrastrutture turistiche, soprattutto per la parte gastronomica, avranno probabilmente un forte impatto su Luang Prabang e sulle altre città laotiane.

## Monarchi di Luang Prabang
- Khun Lo, capostipite della dinastia reale laotiana
- Fa Ngum, principe di Luang Prabang e fondatore del Regno di Lan Xang
- Oun Kham, sovrano durante il periodo coloniale francese
- Kham Souk (Zakarine), sovrano durante il periodo coloniale francese e sostenitore della lotta per l'indipendenza del Paese
- Sisavang Vong, sovrano nel periodo coloniale e primo Re del Laos

## Attrazioni

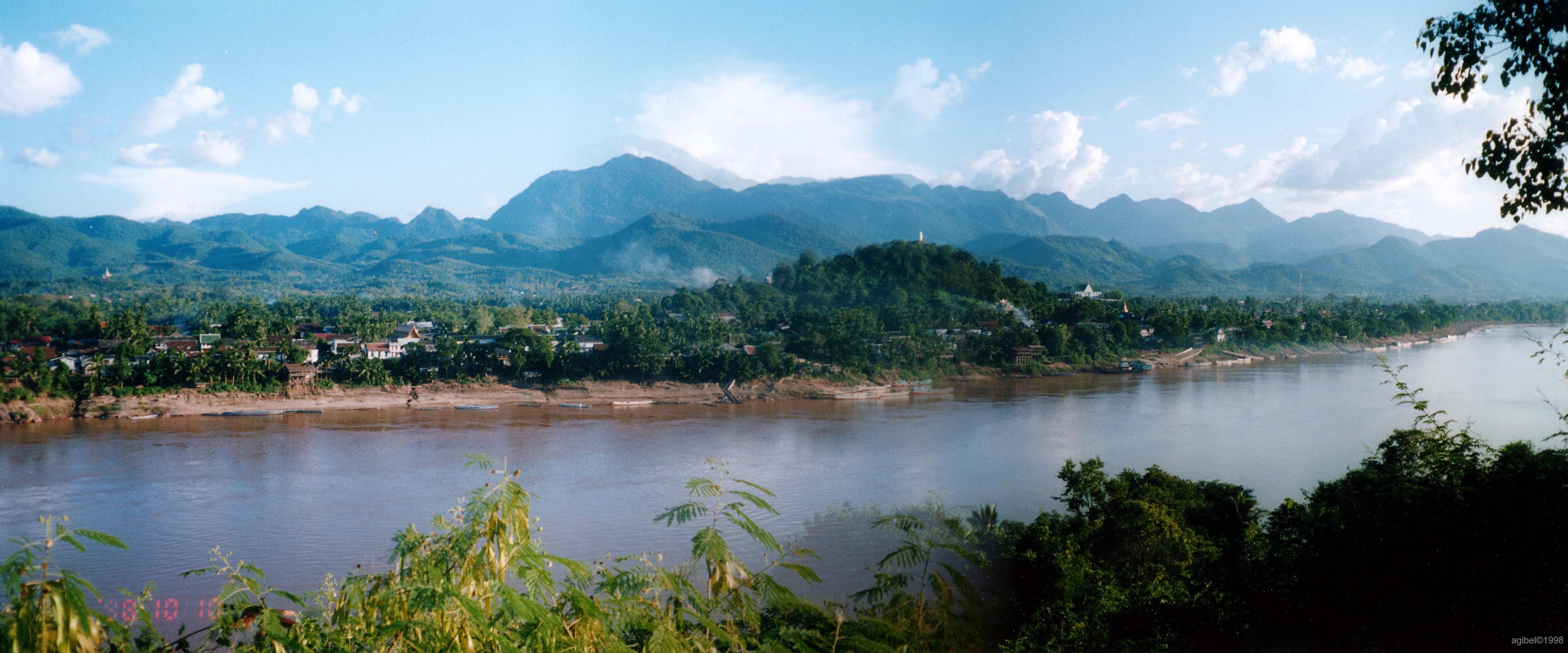
Luang Prabang vista dalla riva destra del Mekong.

- Cascate Kuang Si
- Phu Si
- Haw Kham (Museo del Palazzo Reale)
- Wat Aham
- Wat Mai Suwannaphumaham
- Wat Manorom
- Wat That Luang
- Wat Wisunarat
- Wat Xieng Muan
- Wat Xieng Thong

## Infrastrutture e trasporti

### Aerei
Luang Prabang è servita dall'Aeroporto internazionale di Luang Prabang, collegato agli aeroporti delle seguenti città:
- Laos: Phongsali, Vientiane, Xieng Khuang (Phonsavan)
- Thailandia: Bangkok, Chiang Mai
- Cambogia: Siem Reap
- Vietnam: Hanoi

### Stradali
La rete stradale laotiana è in fase di miglioramento soprattutto al sud. La strada che collega Luang Prabang a Vientiane, la statale 13, è ancora sottosviluppata, si arrampica sui tornanti di varie montagne e passa tra decine di villaggi. In condizioni anche peggiori sono la prosecuzione verso nord della stessa statale, la statale 7 che parte circa 100 km a sud della città ed arriva in Vietnam, e la statale 1C, che parte 100 km a nord ed a sua volta arriva in Vietnam. Altre strade minori sono ancora sterrate.

### Fluviali
Anche il Mekong è un'importante via di collegamento. Per circa 6 mesi all'anno, quando c'è abbastanza acqua, si può navigare per lunghi tratti. Le frequenti rapide ed i massi che lo punteggiano, permettono esclusivamente la navigazione di barche di dimensioni medio piccole. Il tratto che collega Luang Prabang al confine settentrionale tra Laos e Thailandia viene percorso, soprattutto da turisti, in due giorni, con una tappa intermedia e pernottamento a Pakbeng. Altro fiume navigabile è il Nam Ou, che affluisce nel Mekong pochi chilometri a nord di Luang Prabang ed è il mezzo più rapido anche per i locali e le merci di raggiungere la provincia di Phongsali.

## Nella cultura di massa

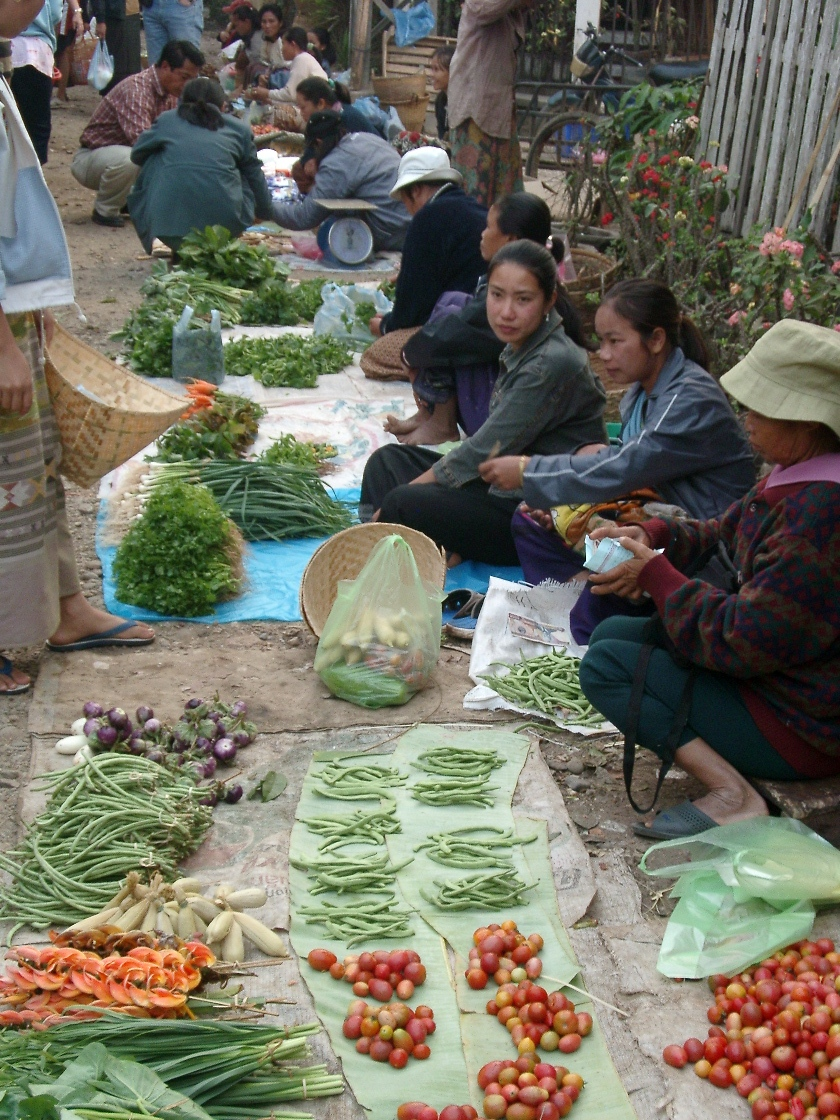
Una strada nel mercato di Luang Prabang.

Il cantante folk Dave Van Ronk ha intitolato Luang Prabang una sua canzone contro la guerra. Un'interpretazione di tale brano è inclusa anche nell'album di Patrick Sky Songs That Made America Famous.